# Golfo di Guinea
Il golfo di Guinea è una vasta insenatura dell'oceano Atlantico in corrispondenza dell'Africa occidentale. Il golfo, secondo l'Organizzazione idrografica internazionale, si estende dal capo Palmas, in Liberia, fin oltre il capo Lopez, in Gabon, ed è considerato il centro geografico della Terra poiché l'equatore, in corrispondenza del golfo, incontra con il meridiano di longitudine zero.

## Descrizione
Il nome del golfo di Guinea deriva da quello di un antico regno africano un tempo usato per chiamare tutta la costa dell'Africa occidentale dal Senegal all'Angola ed oggi è il nome adottato da tre stati africani: la Guinea, la Guinea-Bissau e la Guinea Equatoriale.
Nel golfo sfociano i fiumi Volta, Niger e Ogooué.
Il delta ramificato del fiume Niger dà vita ai golfi minori di Benin e di Biafra. Le isole principali che emergono dal golfo di Guinea sono Bioko (chiamata dai portoghesi Fernando Poo), São Tomé, Príncipe e Annobón. Il golfo è attraversato da una corrente calda da occidente a oriente chiamata appunto corrente della Guinea. Nei suoi bassifondi vi sono ingenti giacimenti di petrolio estratto da numerose piattaforme.
Sul golfo di Guinea si affacciano molte città importanti, delle quali alcune sono capitali africane: Accra (Ghana), Lomé (Togo), Lagos, Port Harcourt (Nigeria), Malabo (Guinea Equatoriale), Douala (Camerun), Libreville (Gabon).

## Interruzioni della linea costiera
Da ovest a est:
- Capo Palmas
- Capo Three Points
- Foce del Fiume Volta
- Delta del Niger
- Capo Lopez